# Monte Maudit
Il Monte Maudit (pron. fr. AFI: [modi] - alt. 4.468 m s.l.m.) è una vetta situata nel Massiccio del Monte Bianco tra il monte Bianco ed il Mont Blanc du Tacul sulla linea di frontiera tra l'Italia e la Francia. Il toponimo francese Mont Maudit significa letteralmente Monte Maledetto.

## Caratteristiche

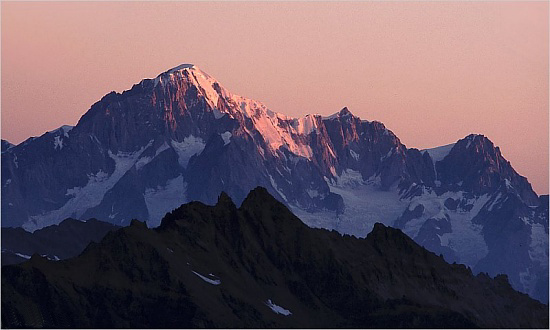
Dal versante italiano, da sinistra: Monte Bianco, Monte Maudit e Mont Blanc du Tacul.

Il versante nord francese del monte si presenta innevato. Da questo versante più a valle prende forma il Ghiacciaio dei Bossons; il versante sud italiano si presenta roccioso e precipita sul Ghiacciaio della Brenva. Il colle del Monte Maudit a 4345 m si trova lungo la cresta che dalla vetta scende verso nord-ovest. Tale colle si trova inoltre lungo la via di accesso al monte Bianco detta dei tre monti. La vetta è caratterizzata da un aguzzo pinnacolo roccioso.

## Ascensioni

### Prima ascensione
La prima ascensione fu compiuta il 12 settembre 1878 da Henry Seymour Hoare e William Edward Davidson con le guide Johann Jaun e Johann von Bergen.

## Vie alpinistiche

### Via normale
La via normale di ascesa si diparte dal Rifugio des Cosmiques (3613 m), il quale si trova non lontano dalla stazione della funivia dei Ghiacciai posta sull'Aiguille du Midi. Dal rifugio si risale il versante nord del Mont Blanc du Tacul; tralasciata la vetta del Tacul si arriva al colle del Monte Maudit. Si tratta allora di risalire il versante nord della montagna. La via di salita nel suo insieme è classificata PD+.

### Parete sud-est

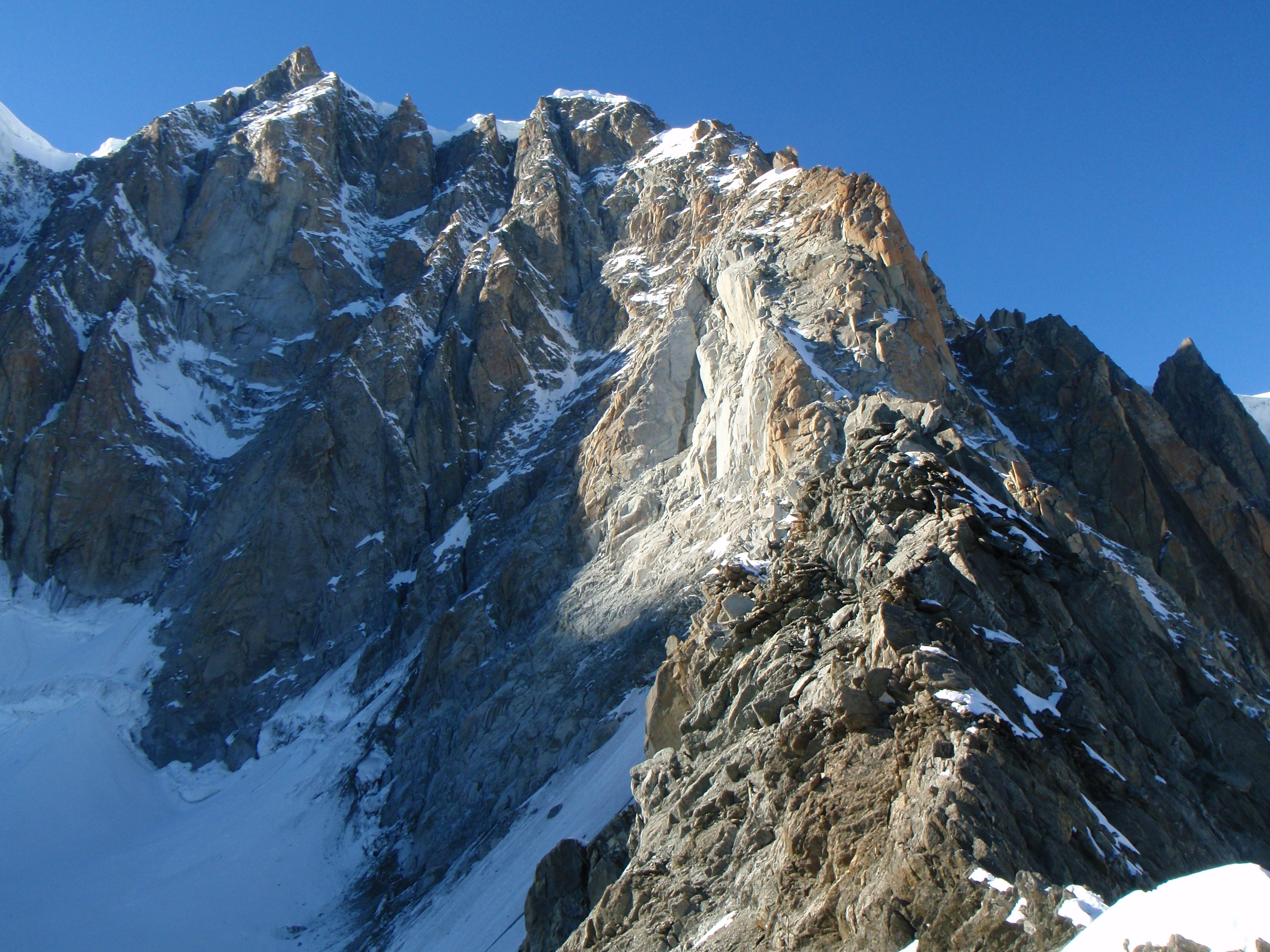
A sinistra, in ombra, la parete sud-est del Monte Maudit. A destra, al sole, la cresta Kuffner visti dal bivacco Alberico-Borgna

- Cresta Kuffner - 2-4 luglio 1887 - Prima salita di Moriz von Kuffner, Alexander Burgener e un portatore.[3] Si trova all'estremità destra della parete sud-est. Partendo dal Rifugio Torino si sale dapprima al Circle Maudit e poi al Col de la Fourche (3.684 m). Di qui si sale in cresta aggirando la Pointe de l'Androsace (4.107 m) ed arrivando al congiungimento con la cresta che sale dal Col Maudit. Infine si risale la cresta nord-est del monte. La via di salita nel suo insieme è classificata di difficoltà D.
- Via Crétier - 4 agosto 1929 - Prima salita di Lino Binel, Renato Chabod e Amilcar Crétier.[4]
- Via Bonatti - 6-7 agosto 1959 - Prima salita di Walter Bonatti, Roberto Gallieni and Andrea Oggioni.[5]
- Via Bougerol-Mroz - 17-19 agosto 1971 - Prima salita di Jean-Pierre Bougerol e Andrejz Mroz.[6]

### Spalla nord-est (4.346m)

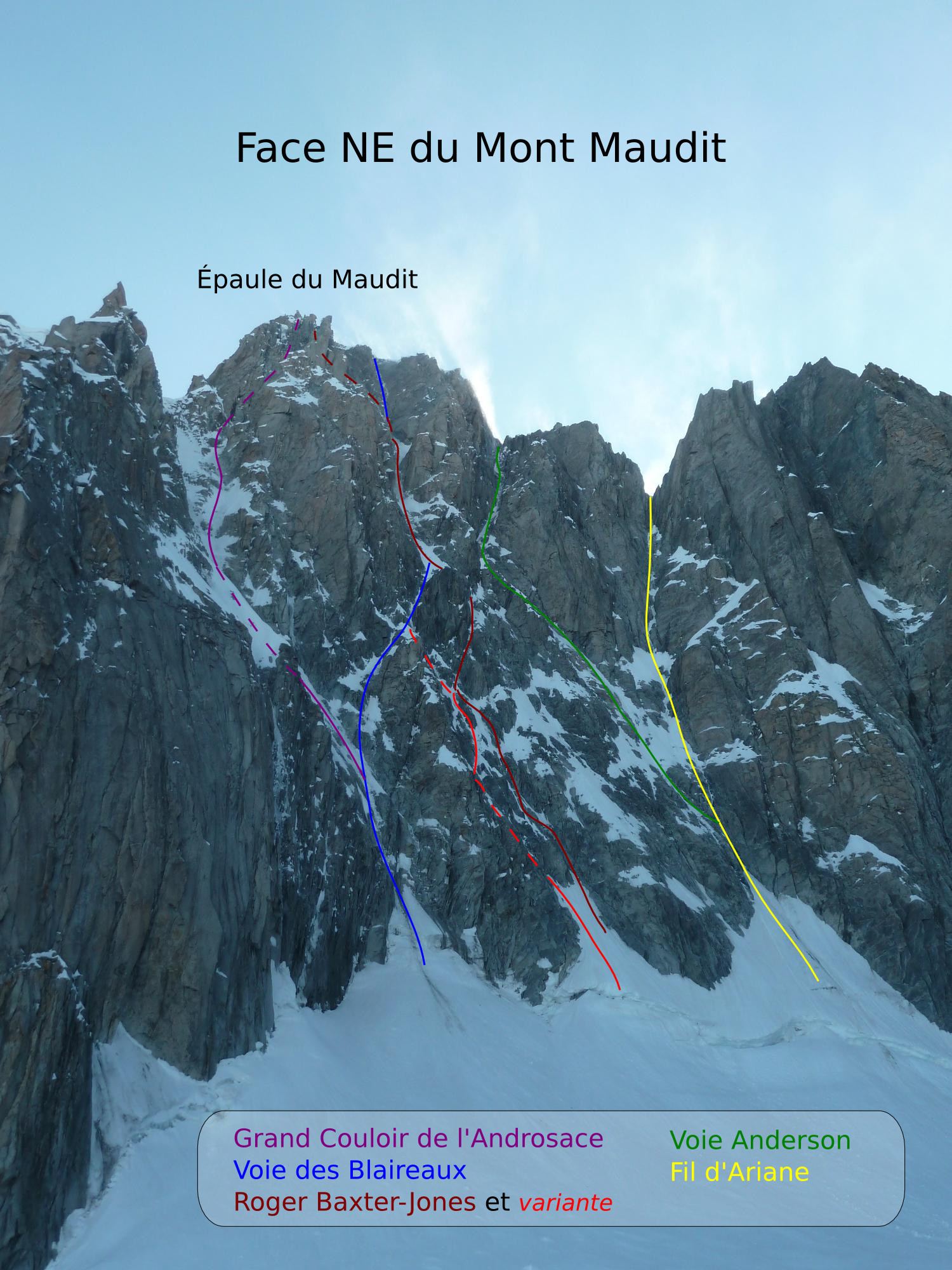
Alcune delle vie della spalla nord-est.

- Via Anderson - 29 agosto 1888 - Prima salita di J. Stattford Anderson, F. A Bowlby, Hans Amler e Abraham Imseng.[7]
- Via Kagami-Perren - 16 settembre 1929 - Prima salita di T.Y. Kagami e Gottfried Perren, parete sud-est della spalla nord-est.[5]
- Via Gabarrou-Steiner - 7 giugno 1981 - Prima salita di Patrick Gabarrou e Pierre-Alain Steiner, parete sud-est della spalla nord-est.[8]
- Filo di Arianna - 5 luglio 1984 - Prima salita di Gian Carlo Grassi, A. Faré e C. Longhi.[7]
- Reve Cache - 29 settembre 2008 - Prima salita di Enrico Bonino e Paolo Stroppiana, alla Pointe de l'Androsace.[9]
- Goulotte Surcouf - Prima salita di François Damilano e Godefroy Perroux, alla Pointe de l'Androsace.[10]

### Spalla sud-ovest (4.378m)
- Via Giannina - 20 settembre 1959 - Prima salita di Walter Bonatti, Bruno Ferrario and Andrea Oggioni.[11]
- Via Diagonale - 3 luglio 1977 - Prima salita di Richard Baumont e Gérard Decorps[11]
- Via del Gran Diedro - 26-27 agosto 1978 - Prima salita di Renato Casarotto, Gian Carlo Grassi e Giovanni Groaz.[4]

## Discese in sci
- Via Diagonale - 11 giugno 1983 - Prima discesa in sci di Stefano De Benedetti.[11]
- Via Anderson - 21 aprile 2010 - Prima discesa con sci e snowboard di Francesco Civra Dano, Gianluca Marra, Luca Rolli e Davide Capozzi.[12]

## Incidenti
Il 12 luglio 2012, intorno alle 4:30 del mattino, un seracco si è distaccato dalla parete nord provocando una valanga e quindi la morte di nove alpinisti. Gli alpinisti stavano salendo per la parete nord che costituisce la via normale al Monte Maudit e anche il passaggio per la via dei Trois Mont Blanc. Si tratta di tre alpinisti britannici, due tedeschi, due svizzeri e due spagnoli. Altri 14 alpinisti sono rimasti feriti.